# Šavrov Š-2
Šavrov Š-2 byl sovětský létající člun, který byl vyráběn na základě prototypu Šavrov Š-1. První Š-2 zalétal 11. listopadu 1930 Boris Blagojev. Sériová výroba tohoto letounu započala 1. dubna roku 1934 v závodě č. 31 v Tagan Rogu a do roku 1936 bylo vyrobeno na 700 strojů. Poté byla výroba ukončena, avšak pro svou popularitu se rozběhla znovu roku 1939 a letoun se vyráběl až do počátku 60. let 20. století.
Letoun měl všeobecné využití, používal se k civilním i vojenským účelům, zejména k přepravě osob a zásob.

## Specifikace

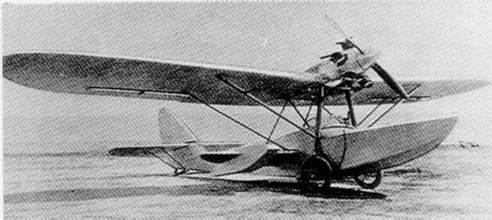
Šavrov Š-2 v roce 1932

### Technické údaje
- Osádka: 1–2
- Kapacita: 2 osoby nebo 257 kg nákladu
- Délka: 8,20 m
- Rozpětí: 13 m
- Výška: 2,80 m
- Nosná plocha křídel: 24,75 m²
- Hmotnost: 680 kg
- Vzletová hmotnost: 937 kg
- Pohonná jednotka: 1 × hvězdicový motor Švecov M-11A
- Výkon motoru: 75 kW

### Výkony
- Maximální rychlost: 140 km/h
- Dolet: 400 km
- Dostup: 3500 m